# مانويل تيكسيرا جوميز
مانويل تيكسيرا جوميز (بالبرتغالية: Manuel Teixeira Gomes) (و. 1860 – 1941 م) هو سياسي، ودبلوماسي، وكاتب من البرتغال ولد في بورتيماو.

## حياته
ولد مانويل تيكسيرا غوميز يوم 27 ماي 1862 في مدينة “الغرب” في أقصى جنوب البرتغال.
ناضل من أجل إقامة الجمهورية في البرتغال، وكان مساهما مع جريدة “الكفاح” التي كان يديرها مانويل دي بريتو كاماتش، وهو سياسي ومؤسس حزب الوحدة، الذي كان يناضل من أجل إقامة الجمهورية في البرتغال.
بعد إطاحة ثورة 5 أكتوبر 1910 بالنظام الملكي البرتغالي، وإقامة الجمهورية البرتغالية الأولى، عين مانوييل تيكسيرا غوميز سفيرا للبرتغال في بريطانيا بين 1911 و1918.
بعد 1918 عاد إلى البرتغال أين فرضت عليه الإقامة الجبرية.
انتخب رئيسا للبرتغال يوم 5 أكتوبر 1923، واستقال من منصبه يوم 11 ديسمبر 1925.

## اخر سنواته
بعد استقالته من منصب رئيس الجمهورية البرتغالية عام 1925، رحل مانويل تيكسيرا جوميز إلى الجزائر أين استقر فيها إلى غاية وفاته في مدينة بجاية عام 1941، أين أقام ولمدة عشرة سنوات في فندق "النجمة".